# Daredevil Kate
Daredevil Kate er en amerikansk stumfilm fra 1916 af Kenean Buel.

## Medvirkende
- Virginia Pearson som Kate.
- Victor Sutherland som Cliff Stone.
- Mary Martin som Irene.
- Kenneth Hunter som John West.
- Alex Shannon som Green.